# Tlacuiloltécatl Grande
Tlacuiloltécatl Grande är en ort i Mexiko.   Den ligger i kommunen Zongolica och delstaten Veracruz, i den sydöstra delen av landet, 250 km öster om huvudstaden Mexico City. Tlacuiloltécatl Grande ligger 677 meter över havet och antalet invånare är 481.
Terrängen runt Tlacuiloltécatl Grande är bergig söderut, men norrut är den kuperad. Runt Tlacuiloltécatl Grande är det ganska tätbefolkat, med 222 invånare per kvadratkilometer. Närmaste större samhälle är Cuichapa, 13,9 km norr om Tlacuiloltécatl Grande. I omgivningarna runt Tlacuiloltécatl Grande växer i huvudsak städsegrön lövskog.